# Federico Valentini
Federico Alessandro Valentini (* 22. Januar 1982) ist ein san-marinesischer Fußballspieler und Radrennfahrer.

## Karriere
Valentini begann seine Karriere 2003 beim SS Murata. Dort wurde er 2006 Meister in San Marino. Seit 2003 spielt er auch für die san-marinesische Fußballnationalmannschaft. 2012 gewann er mit der SP Tre Penne den Meistertitel. Auffällig ist seine für einen Torwart ungewöhnliche Größe von 165 cm. Neben dem Fußball ist Valentini auch als Radrennfahrer tätig.